# توماس أولمر
توماس أولمر (بالألمانية: Thomas Ulmer )‏ (و. 1956  م) هو سياسي ألماني، ولد في كارلسروه، هو عضوٌ في الاتحاد الديمقراطي المسيحي.

## مناصب
تولى منصب عضو في البرلمان الأوروبي (14 يوليو 2009–30 يونيو 2014)
- عضو في البرلمان الأوروبي (20 يوليو 2004–13 يوليو 2009).[2]